# یاری مانتیلا
یاری مانتیلا (انگلیسی: Jari Mantila؛ زادهٔ ۱۴ ژوئیهٔ ۱۹۷۱) اسکی‌باز نوردیک اهل فنلاند است.